# Кавијон
Кавијон (фр. Cavillon) насеље је и општина у североисточној Француској у региону Пикардија, у департману Сома која припада префектури Амјен.
По подацима из 2011. године у општини је живело 104 становника, а густина насељености је износила 19,05 становника/km². Општина се простире на површини од 5,46 km². Налази се на средњој надморској висини од 120 метара (максималној 126 m, а минималној 40 m).

## Демографија
| 1962. | 1968. | 1975. | 1982. | 1990. | 1999. | 2011. |
| ----- | ----- | ----- | ----- | ----- | ----- | ----- |
| 94    | 111   | 117   | 116   | 112   | 94    | 104   |

График промене броја становника у току последњих година